# Communauté de communes du Haut Pays Marchois
La communauté de communes du Haut Pays Marchois est une ancienne communauté de communes française, située dans le département de la Creuse et la région Nouvelle-Aquitaine.

## Histoire
Elle fusionne avec deux autres intercommunalités pour former la communauté de communes Chénérailles, Auzances/Bellegarde et Haut Pays Marchois au 1er janvier 2017.

## Composition
Elle regroupait 13 communes : 
| Nom                        | Code Insee | Gentilé         | Superficie (km2) | Population (dernière pop. légale) | Densité (hab./km2) |
| -------------------------- | ---------- | --------------- | ---------------- | --------------------------------- | ------------------ |
| Crocq (siège)              | 23069      | Croquants       | 14,16            | 384 (2014)                        | 27                 |
| Basville                   | 23017      | Bavillois       | 22,57            | 166 (2014)                        | 7,4                |
| Flayat                     | 23081      | Flayatois       | 43,53            | 328 (2014)                        | 7,5                |
| La Mazière-aux-Bons-Hommes | 23129      |                 | 10,24            | 70 (2014)                         | 6,8                |
| Mérinchal                  | 23131      | Mérinchalois    | 45,45            | 738 (2014)                        | 16                 |
| Pontcharraud               | 23156      |                 | 9,56             | 73 (2014)                         | 7,6                |
| Saint-Agnant-près-Crocq    | 23178      | Saint-Agnantais | 25,51            | 203 (2014)                        | 8                  |
| Saint-Bard                 | 23184      |                 | 9,36             | 107 (2014)                        | 11                 |
| Saint-Georges-Nigremont    | 23198      |                 | 18,59            | 131 (2014)                        | 7                  |
| Saint-Maurice-près-Crocq   | 23218      |                 | 14,10            | 103 (2014)                        | 7,3                |
| Saint-Oradoux-près-Crocq   | 23225      |                 | 13,36            | 105 (2014)                        | 7,9                |
| Saint-Pardoux-d'Arnet      | 23226      |                 | 16,44            | 165 (2014)                        | 10                 |
| La Villeneuve              | 23265      | Villeneuvois    | 4,45             | 74 (2014)                         | 17                 |